# Hannu Salama
Hannu Sulo Salama (Kouvola, 1936. október 4. –), más néven Aki Rautala, finn író, aki munkásosztálybeli témáiról ismert. Irodalmi Nobel-díjra jelölték 1969-ben és 1973-ban.

## Élete
Hannu Salama a dél-finnországi Kymenlaakso régióban, Kouvolában született. Gyermekkorát Tampere város Pispala kerületében töltötte, egy hagyományos munkásosztálybeli környéken, munkásosztálybeli politikával és kultúrával. Apja nyomdokaiba lépve Salama először villanyszerelőként és mezőgazdasági segédmunkásként dolgozott.

### Irodalmi karrier
Salama irodalmi debütáló írása a Se tavallinen tarina (A szokásos történet) címet viselte (1961). 1966-ban elítélték istenkáromlásért az 1964-ben megjelent Juhannustanssit (Szentivánéji táncok) című könyvéért. Próbára bocsátották, de végül 1968-ban Urho Kekkonen finn elnöktől kegyelmet kapott. A könyv új példányait cenzúrázott változatban adták ki 1990-ig. Salama novellákat és regényeket írt, és számos irodalmi díjat nyert Skandináviában.
Munkásosztálybeli származása ellenére Salama soha nem vallotta magát a munkásosztály regényírójának. Bal- és jobboldalon egyaránt megőrizte kritikai autonómiáját. De el kell mondanunk, hogy a munkásosztályi irodalom és a szerző két fő jellemzője szerint – az ember a munkásosztályból származik, és foglalkozik a munkásvilággal, annak hétköznapi kérdéseivel, valamint az elittel való vitáival – a munkásírók nagy hagyományához tartozik.
Salama könyvei közül valószínűleg a Finlandia-sorozat örvend a legnagyobb irodalmi hírnévnek, többek között a Kosti Herhiläisen perunkirjoitus, a Kolera on raju bändi és a Pasi Harvalan tarina I–III. Verseskötetei is jelentek meg. Az 1990-es évek közepén három krimit írt Aki Rautala néven.

## Művei

### Regények, novellák és versek
- Se tavallinen tarina (1961)
- Lomapäivä (1962)
- Puu balladin haudalla. Runoja vuosilta 1960–62 (1963)
- Juhannustanssit (1964)
- Kenttäläinen käy talossa (1967)
- Minä, Olli ja Orvokki (1967)[5]
- Joulukuun kuudes (1968)
- Kesäleski'; (1969)
- Tapausten kulku (1969)
- Lokakuun päiviä (1971)
- Villanpehmee, taskulämmin (1971)
- Siinä näkijä missä tekijä (1972)
- Runot (1975)
- Kolme sukupolvea (1978)
- Itäväylä (1980)
- Punajuova (1985)
- Amos ja saarelaiset (1987)
- Näkymä kuivaushuoneen ikkunasta (1988)
- Ottopoika (1991)
- Hyvä veli (1992)
- Pieni menestystarina (1993)
- Jatkuu huomenna (2004)
- Sydän paikallaan (2010)
- Hakemisen riemu (2014)
- Hyvästi, kirvesvarsi! (2016)
- Läheltä pitäen, kaukaa käyden (2020)

#### Finlandiasorozat
- Kosti Herhiläisen perunkirjoitus (1976)
- Kolera on raju bändi (1977)
- Pasi Harvalan tarina I (1981)
- Pasi Harvalan tarina II (1983)
- Kaivo kellarissa (1983)

#### Az élet tanítványaisorozat
- Elämän opetuslapsia I (1997)
- Elämän opetuslapsia II (1999)
- Elämän opetuslapsia III (2002)
- Elämän opetuslapsia IV (2005)

#### Mint Aki Rautala
- Kaikki naiset pitävät parabellumista (1995)
- Bipappi soittaa bebopia (1996)
- Rikoksia ilman rangaistuksia (1996)

### Magyarul megjelent
- Az öreg és a fiú (In: A boldogtalan konzervatív: Mai finn elbeszélők) – Európa, Budapest, 1968
- Szent Iván-éji tánc (Juhannustanssit) – Európa, Budapest, 1984 · ISBN 9630734117 · Fordította: Pap Éva

## Díjai
- 1975: Suomen Leijonan ritarikunta(wd)
- 1975: Az Északi Tanács Irodalmi Díja
- 1985: Eino Leino Prize(wd)
- 1990: Aleksis Kivi palkinto(wd)

## Lásd még
- Finn irodalom

## Fordítás
- Ez a szócikk részben vagy egészben  a   Hannu Salama című angol Wikipédia-szócikk fordításán alapul.  Az eredeti cikk szerkesztőit annak laptörténete sorolja fel. Ez a jelzés csupán a megfogalmazás eredetét és a szerzői jogokat jelzi, nem szolgál a cikkben szereplő információk forrásmegjelöléseként.